# Canal Mayenne-Vilaine
Le canal Mayenne-Vilaine était un projet de canal français à petit gabarit qui devait relier les villes de Rennes et de Laval.

## Histoire

### Des projets
L'idée d'ouvrir une voie de navigation intérieure en Bretagne remonte au XVIe siècle lors de l'union du duché de Bretagne au royaume de France.
Ce furent les différents blocus maritimes, imposés depuis 1688 sous le règne de Louis XIV qui amenèrent les États de Bretagne à faire étudier la mise en place d’un réseau de canaux, en Bretagne, ainsi que dans le Maine, par une commission spéciale créée fin 1782 : la commission intermédiaire pour la navigation intérieure de la province.
Cependant que plusieurs projets visant à relier l´Atlantique et la Manche sont élaborés au cours du XVIIIe siècle par les États de Bretagne :  
- Le comte François Joseph de Kersauzon en 1746 ;
- Le comte Pierre Marie Rosnyvinen de Piré, ancien enseigne de vaisseaux, rédige en janvier 1783 un Mémoire[1] décrivant les avantages de la construction d'un réseau de canaux en Bretagne, arguant du mauvais états des routes, et des différents blocus maritimes imposés par les Anglais.

### La commission intermédiaire
Il est ordonné le 20 janvier 1783, la création d'une commission de navigation intérieure de la Province pour étudier tous les projets, afin de faire effectuer des vérifications par les ingénieurs, et qu'elle commencerait à emprunter les sommes nécessaires pour commencer l'exécution des travaux et de rendre navigable la Vilaine depuis Redon jusqu'à Vitré. La partie alors difficile se situait au-dessus de Vitré, pour réunir la Vilaine à la Mayenne, qui va tomber dans la Loire.
La commission intermédiaire commence à exécuter les travaux à partir de Redon, et le 30 mai 1783, Charles-Augustin Coulomb, officier au Corps royal du Génie, et Antoine Chézy, ingénieur des ponts et chaussées donnent leur avis sur les travaux à effectuer dans cette partie. On s'occupe ensuite de la jonction entre la Vilaine, et la Mayenne qui s'avère difficile à la différence de la jonction de la Vilaine et de la Rance.
Les ingénieurs firent leur rapport sur les parties de navigation que chacun d'eux avait été chargé d'examiner :
- Antoine Chézy, sur la navigation de la Vilaine, depuis Vitré jusqu'à Redon , et sur la communication de la Vilaine, avec les rivières de Mayenne et de Rance.
- Charles-Augustin Coulomb, capitaine du génie, sur la navigation de Redon à Rennes.
- Alexandre de Brie-Serrant, sur la jonction de la Vilaine à la Mayenne, par l'Ernée.
- Nicolas Bremontier, ingénieur des Ponts et-Chaussées, sur la communication de la Rance avec la Vilaine, par le Meu.
- Joseph Liard, sur la jonction de la Vilaine avec la Rance, par les rivières de l'Ille et du Linon

Le 25 août 1783, Charles-Augustin Coulomb et Charles François Robinet examinent la Vilaine à sa source en Mayenne. Il y reste environ 1 semaine en faisant des allez-retours depuis Vitré, à Bourgon, et sur la rivière l'Ernée. Il y constate que la jonction sera techniquement très difficile, et qu'il est nécessaire de faire des recherches actives dans ce cas.
Alexandre de Brie-Serrant, chargé de la partie de Vitré à Laval, annonce un devis de 6 millions de livres, tant pour la partie de la Bretagne, que pour la partie du Maine. Cette jonction nécessitant 56 écluses. Nicolas Brémontier est chargé de faire les projets pour l'autre jonction. Il fait un devis de 3 millions et demi de livres, avec 72 écluses en prenant la Vilaine en dessous de Rennes, mais en l'établissant au-dessus de l'Ille. Le devis entre Redon et Vitré est donné par Henry Frignet.
Partant de l'idée de Pierre Marie Rosnyvinen de Piré, la commission présente au roi Louis XVI, le 31 octobre 1784, une carte générale des projets qu'elle lui commente. Le roi applaudit à cette entreprise, ajoute qu'il se charge de son exécution dans la partie du Maine, et donne 200 000 livres pour son exécution par an pour les travaux en Bretagne. Les rapports et procès-verbaux de ces communications, le devis des ouvrages, etc a été imprimé. Alexandre de Brie-Serrant y détaille les carrières et matériaux à prendre pour l'exécution de la liaison de Vitré à Laval. On trouve dans le même recueil les Observations faites de mémoire par M. de Rosnyvinen de Pire, le fils, Membre de l'ordre de la Noblesse. À la séance des États, le 22 décembre 1784.

### Le projet vérifié… et reporté
Suivant le mémoire, pour Alexandre de Brie-Serrant, le canal partant de Rennes était établi en lit de rivière jusqu'à Vitré, quittait la Vilaine pour remonter le vallon de Princé. Le bief de partage commençant à l'étang de Châtenay se terminait à la Fermerie. De là, le canal suivrait la vallée de l'Ernée jusqu'à Laval, où il se joindrait à celui d'Orne et Mayenne. Le canal de la Vilaine à la Mayenne devait entrer dans le Maine par Juvigné, la lande de la Roche-Allard, paroisse de Saint-Hilaire-des-Landes, la Baconnière, pour gagner la Mayenne près de Laval.
Le 4 février 1785, l'assemblée des Etats de Bretagne arrêta qu'il soit fait une nouvelle vérification, dans l'intermédiaire de leur assemblée, pour réunir par un canal la Vilaine à la Mayenne, et pour la direction de Saint-Malo.
Les académiciens Charles-Augustin Coulomb et Alexis-Marie de Rochon sont nommés comme commissaires envoyés par l'Académie des sciences aux Etats de Bretagne pour effectuer la vérification. Avec des conseillers de la navigation intérieure de la province de Bretagne, ils étudient la capacité de rejoindre Laval à Rennes par un canal. Des ingénieurs furent envoyés à Ernée, avec un délégué des Etats. Le canal devait prendre au passage les eaux de l'étang Neuf et de l'étang de la Courteille. Michel-René Maupetit, alors administrateur du duché de Mayenne, qui avait été appelé par les ingénieurs à se rendre à Ernée, insista pour que le canal prit la direction de Mayenne et débouchât dans la rivière près de Moulay. Ce dernier combattait en fait ce projet car il menaçait l'activité des Forges de Chailland, de par son utilisation des eaux.
Le rapport de vérification, lu à l'Académie des sciences le 2 septembre 1786, et imprimé à Rennes par ordre des Etats de Bretagne, est signé par Charles Bossut, Antoine-François Fourcroy, Nicolas de Condorcet, et de Alexis-Marie de Rochon. Ils se montrent favorables à ce que deviendront plus tard le Canal d'Ille-et-Rance et la Canal de Nantes à Brest. Ils indiquent que la construction du Canal de Vitré et de Laval est subordonné à la création d'une communication entre Redon et Nantes. Rochon indique qu' après que la province aura joui de ses premières dépenses, elle pourra s'occuper de projets plus dispendieux et plus vastes comme celui-ci. Le projet de réalisation du Canal est dès lors associé à la fin de la réalisation d'une partie du Canal de Nantes à Brest, et d'une partie du Canal d'Ille-et-Rance.

### La révolution française
Fin 1790, il y a une Adresse du département d'IIIe-et-Vilaine à l'Assemblée nationale demandant la continuation de la navigation intérieure de la Bretagne et de la jonction de la  Loire  à  la  Manche,  carte  des  rivières  et  des  canaux  projetés  pour  la navigation intérieure de la Bretagne.
Une loi du 8 octobre 1791 accorda une somme de 70.000 livres, pour des travaux préparatoires d'un nouveau projet de canalisation : « Il s'agissait d'une communication de l'Océan à la Manche, par la Loire, la Mayenne et l'Orne. Ce projet, qui coïncidait avec celui du département d'Ille-et-Vilaine, joignait, au moyen d'une courte incision dans les terres, l'Orne à la Varenne qui arrose Domfront et tombe un peu au-dessous d'Ambrières dans la Mayenne, laquelle devait réunir ses eaux à la Vilaine, par l'intermédiaire de la rivière d'Ernée, qui se jette dans la Mayenne, entre Mayenne et Laval. La possibilité de ce canal a été parfaitement reconnue... »

### Le début duXIXesiècle
Lors de l’achèvement du canal d'Ille-et-Rance, en 1834, il fut décidé à Rennes que comme complément de cette réalisation, qu'en même temps que la jonction de la Vilaine à la Mayenne, il serait procédé à l’ouverture des quais. Ce projet commence par l'ouverture du canal du Mail-Donges et la construction de l’Écluse de la Chapelle-Boby à Rennes, mais restera en l'état, et jamais terminé.

### Le transport de la chaux?
Le projet est à nouveau étudié en 1843, 1872, 1906, 1912 et 1919.
En 1840, il est indiqué que le canal de Rennes à Laval fournirait le moyen d'étendre à une partie de la Bretagne  l'emploi de la chaux comme amendement pour l'agriculture, comme utilisé en Mayenne. L'administration prescrit en 1841 l'étude d'un projet de canal de jonction de la Vilaine à la Mayenne. Le sujet est désormais concurrencé par la ligne de chemin de fer Paris-Brest.
Eugène Caillaux, ingénieur chargé du service de la navigation de la Mayenne, écrivait, en 1851, dans l'annuaire du département : « Les études faites par les ingénieurs ont démontré la possibilité d'établir un canal de jonction entre la Mayenne et l'Orne. Ce canal, partant de Mayenne, passerait par Ambrières, Domfront, Flers, Condé et aboutirait dans l'Orne au Pont d'Ouilly (Calvados). On réunirait ainsi l'Océan à la Manche, par Nantes, Angers, Laval et Caen. »
Au début du XXe siècle, le projet est à nouveau relancé puis abandonné. Il est en partie lié à l'utilisation envisagée de Brest comme tête de ligne des transatlantiques.
En 1919, le projet qui permettrait d'acheminer la chaux de la Mayenne est à nouveau adopté conjointement par la Chambre de commerce de Rennes et la Chambre de commerce de Laval. Il est exposé aux délégués du ministre, mais retoqué car les deux Chambres sont séparées...

## L'ouvrage d'art
Un ouvrage d'art ponctuait le projet de ce canal non réalisé.
| Numéro | Nom                        | Localisation | Point kilométrique | Coordonnées | Image |
| ------ | -------------------------- | ------------ | ------------------ | ----------- | ----- |
| 1      | Écluse de la Chapelle-Boby | Rennes       | 0,000              |             |       |

### Sources primaires
- Extraites des registres du greffe des États de Bretagne tenus à Rennes. Du mercredi 29 janvier 1783. 1784. Se prononce pour le projet d'un canal intérieur et ordonne la création d'une commission intermédiaire de la Navigation intérieure de la province. Le projet est de rendre navigable la Vilaine de Vitré jusqu'à Redon, de joindre la Vilaine à la Rance, et à la Mayenne par deux canaux navigables.
- Rapport de la Commission. Rapport très détaillé sur le projet de canal.
- Précis des opérations relatives a la navigation intérieure de Bretagne, contenant la délibération des états des 29 & 30 janvier 1783 ; le rapport de MM. Les commissaires ; les mémoires & rapport de M. de Coulomb, Capitaine au corps royal du génie. Conseil de la commission, & de M. Chézy, inspecteur-général des ponts & chaussées de France ;les mémoires, plans & dévis des ingénieurs, pour la perfection de la navigation de Rennes à Redon ; la jonction de la Villaine à la Loire par la Mayenne, & de la Villaine à la Rance par les rivières de l’Isle & du Linon, ou les rivières du Meu & du Garun. Imprimé par ordres des états, à Rennes, chez Nicolas-Paul Vatar, 1785[26].
- Rapport et avis de M. Chezy sur les projets de Navigation en Bretagne qu'il a été chargé de vérifier. À Rennes, chez Nicolas-Paul Vatar, 1784.
- Rapport de M. de Coulomb, Capitaine au Corps Royal du Génie, sur la navigation de Redon à Rennes. imprimerie de N. Audran de Montenay, 1784 - Procès-verbal de vérifications des communications indiquées entre les rivières de Villaine et de Mayenne. Par M. Coulomb... et M. Robinet, commissaire, 1784.
- Plan géométrique de la rivière de Villaine depuis Vitré jusqu'aux sources de l'Etang Neuf et d'une partie de la riviere d'Ernée. Levé par Leforestier de Villeneuve et Hémon, remis à M. de Brie, ingénzeur en chef des Ponts et Chaussées de France, le 20 septembre 1784.
- Mémoire de M. de Brie sur la jonction de la Vilaine à la Mayenne, par l'Ernée. À Rennes, chez la Veuve de François Vatar, 1785.
- Observations faites de mémoire par M. de Rosnyvinen de Pire, le fils, Membre de l'ordre de la Noblesse. À la séance des États, le 22 décembre 1784.
- Procès-verbal de vérifications des communications indiquées entre les rivières de Villaine et de Mayenne. Par M. Coulomb... et M. Robinet, commissaire, 1784.
- Tableau de la communication intérieure du royaume de France, entreprise sous le règne de Louis XVI. À Rennes, chez Nicolas-Paul Vatar.
- Extrait des registres du greffe des États de Bretagne tenus à Rennes, du mercredi 22 décembre 1784, document complet sur le projet et la réalisation des canaux en Bretagne.
- Jean Choleau, La Navigation intérieure en Bretagne. Le canal Vilaine-Mayenne, Lorient (édition du Pays Breton), 1912.

### Sources secondaires
- Journal des savants, 1785, p. 402
- Journal des savants, 1788, p. 469
- Albert Grosse-Duperon et E. Gouvrion, L'Abbaye de Fontaine-Daniel : Étude historique, et le Cartulaire de Fontaine-Daniel, Mayenne, Poiner-Béalu, 1890, 2 vol. in-8 (lire en ligne).